# Geoblasta penicillata
Geoblasta penicillata är en orkidéart som först beskrevs av Heinrich Gustav Reichenbach, och fick sitt nu gällande namn av Frederico Carlos Hoehne och Maevia Noemi Correa. Geoblasta penicillata ingår i släktet Geoblasta och familjen orkidéer. Inga underarter finns listade i Catalogue of Life.